# Тернава Долішня
Тернава Долішня (пол. Tarnawa Dolna) — лемківське село в Польщі, у гміні Загір'я Сяноцького повіту Підкарпатського воєводства.
Населення — 927 осіб (2011).

## Розташування
Знаходиться 6 км на південь від Загір'я, 10 км на південь від Сяніка  і 66 км на південь від Ряшева. Лежить над  річкою Кальничкою — правою притокою Ослави.
Через село пролягає воєводська шосейна дорога № 892 Загір’я-Команча та залізниця № 107 Нове Загір’я-Лупків на Словаччину.

## Історія
Перша письмова згадка відноситься до 1412 року — власність Миколая з Тарнави. Входило до Сяноцької землі Руського воєводства.
У 1772-1918 рр. — у складі Австро-Угорської монархії. В 1872 р. відкрито Першу угорсько-галицьку залізницю і залізничну станцію в селі, що призвело до припливу поляків. У 1892 році село нараховувало 62 будинки і 412 мешканців (197 греко-католиків, 192 римо-католики і 22 юдеї), греко-католицька належала до парафії Тернава Горішня Вільховецького деканату Перемиської єпархії.
У 1919-1939 рр. — у складі Польщі. Село належало до Ліського повіту Львівського воєводства. У 1934-1939 роках село перебувало у складі ґміни Лукове.
На 01.01.1939 р. в селі були рештки українського населення: з 710 жителів села — 200 українців, 500 поляків і 10 євреїв.
У середині вересня 1939 року німці окупували село і у 1941-1943 роках винищили євреїв. У вересні 1944 року радянські війська оволоділи територією села. Після Другої світової війни Закерзоння, попри сподівання українців на входження в УРСР, було віддане Польщі.
В 1945–1947 роках все українське населення було піддане етноциду — насильно переселене як до СРСР так й до північно-західної Польщі — Повернених Земель..
У 1975—1998 роках село належало до Кросненського воєводства.

## Демографія
Демографічна структура станом на 31 березня 2011 року:
|          | Загалом | Допрацездатний вік | Працездатний вік | Постпрацездатний вік |
| -------- | ------- | ------------------ | ---------------- | -------------------- |
| Чоловіки | 466     | 93                 | 332              | 41                   |
| Жінки    | 461     | 96                 | 273              | 92                   |
| Разом    | 927     | 189                | 605              | 133                  |